# Lacosoma chiridota
Lacosoma chiridota is een vlinder uit de familie van de Mimallonidae. De wetenschappelijke naam van de soort is voor het eerst geldig gepubliceerd in 1864 door Grote.